# سنگ‌نگاره سماد
سنگ نگاره سماد مربوط به دوران پیش از تاریخ ایران باستان - دوران‌های تاریخی پس از اسلام است و در شهرستان بیرجند، حدفاصل روستاهای بیکنج و سماد واقع شده و این اثر در تاریخ ۲ آبان ۱۳۸۲ با شمارهٔ ثبت ۱۰۴۸۶ به‌عنوان یکی از آثار ملی ایران به ثبت رسیده است.